# غار خربس

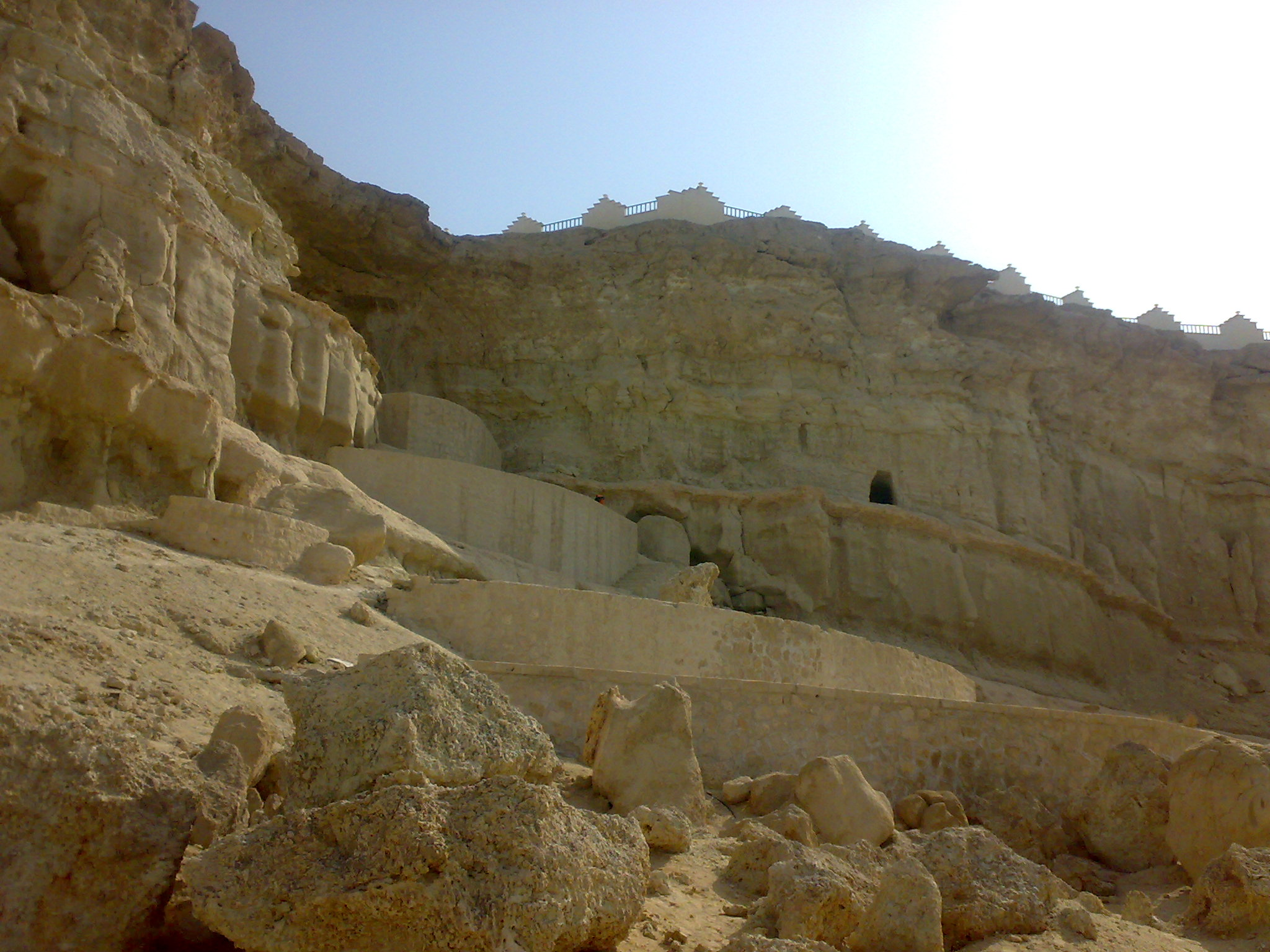
غار خربس

دست کند خربس مربوط به دوران‌های تاریخی پس از اسلام است و در ۱۰ کیلومتری غرب جزیره قشم واقع شده و این اثر در تاریخ ۲۷ دی ۱۳۷۷ با شمارهٔ ثبت ۲۱۹۷ به‌عنوان یکی از آثار ملی ایران به ثبت رسیده است.
غار خربس (xorbas) که در آئین میترایی (ندابس) خوانده میشد یکی از جاذبه‌های گردشگری شهرستان قشم و از نقاط دیدنی استان هرمزگان در جنوب ایران است. این غار در پانزده کیلومتری شهر قشم در سمت راست جاده قشم به روستای خربس و روستای رمچاه قرار دارد. در دل ارتفاعات روستای خربس، آثاری از معماری صخره‌ای دیده می‌شود که به عقیده برخی از محققین، نیایشگاه پیروان مهرپرستی و با پرستشگاه آناهیتا (خدای آب) بوده‌ است.

## نگارخانه

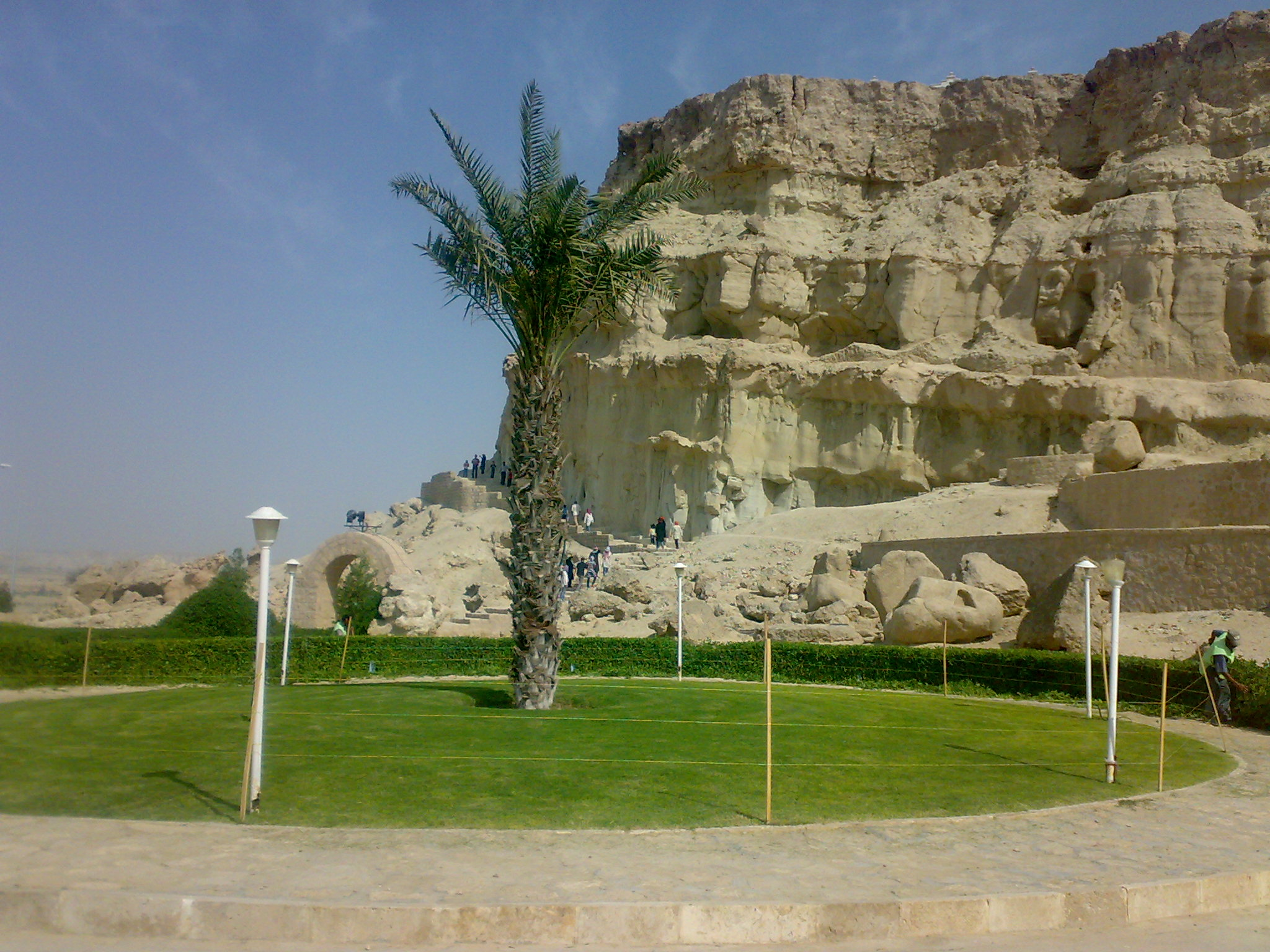
چشم اندازی از غار خربس در جزیره قشم